# Centro Cultural El Rule
El Centro Cultural El Rule o El Rule Comunidad de Saberes es un espacio de experimentación interdisciplinario, de fomento de las diversas expresiones artísticas y tecnológicas, a través de proyectos con enfoque de impacto social, que depende de la Secretaría de Cultura de la Ciudad de México. Se encuentra ubicado en el primer cuadrante de la Ciudad de México.

## Historia
El inmueble se construyó a principios del siglo XX y está ubicado en el predio que pertenecía a la Casa de las Fieras del emperador Moctezuma, que posteriormente se convirtió en convento franciscano.
El proyecto de recuperación y rehabilitación tardó más de una década en el que participaron los arquitectos Alfonso Govela y José Allarad, además de artistas como Francisco Toledo, Rubén Rosas, Aldo Flores y el escrito colombiano Premio Nobel de Literatura, Gabriel García Márquez. El gobierno del Distrito Federal, la Fundación del Centro Histórico de la Ciudad de México de Carlos Slim, World Momuments Fund y American Express colaboraron para concretar este espacio cultural. El empresario Francisco Rule construyó tres pisos al inmueble y por ello lleva su nombre.

## Actividades
El Rule cuenta con una galería para difundir el trabajo de artistas plásticos. Además, cuenta con una planta con espacios para talleres, laboratorios y charlas enfocadas a la cultura digital denominado Fábrica Digital El Rule. Y en la última planta se encuentra una incubadora de empresas culturales que está pensada para asesorar y brindar seguimiento a empredimientos sociales. En la plaza o patio interno, el cual lleva el nombre Gabriel García Márquez, se desarrollan eventos culturales.

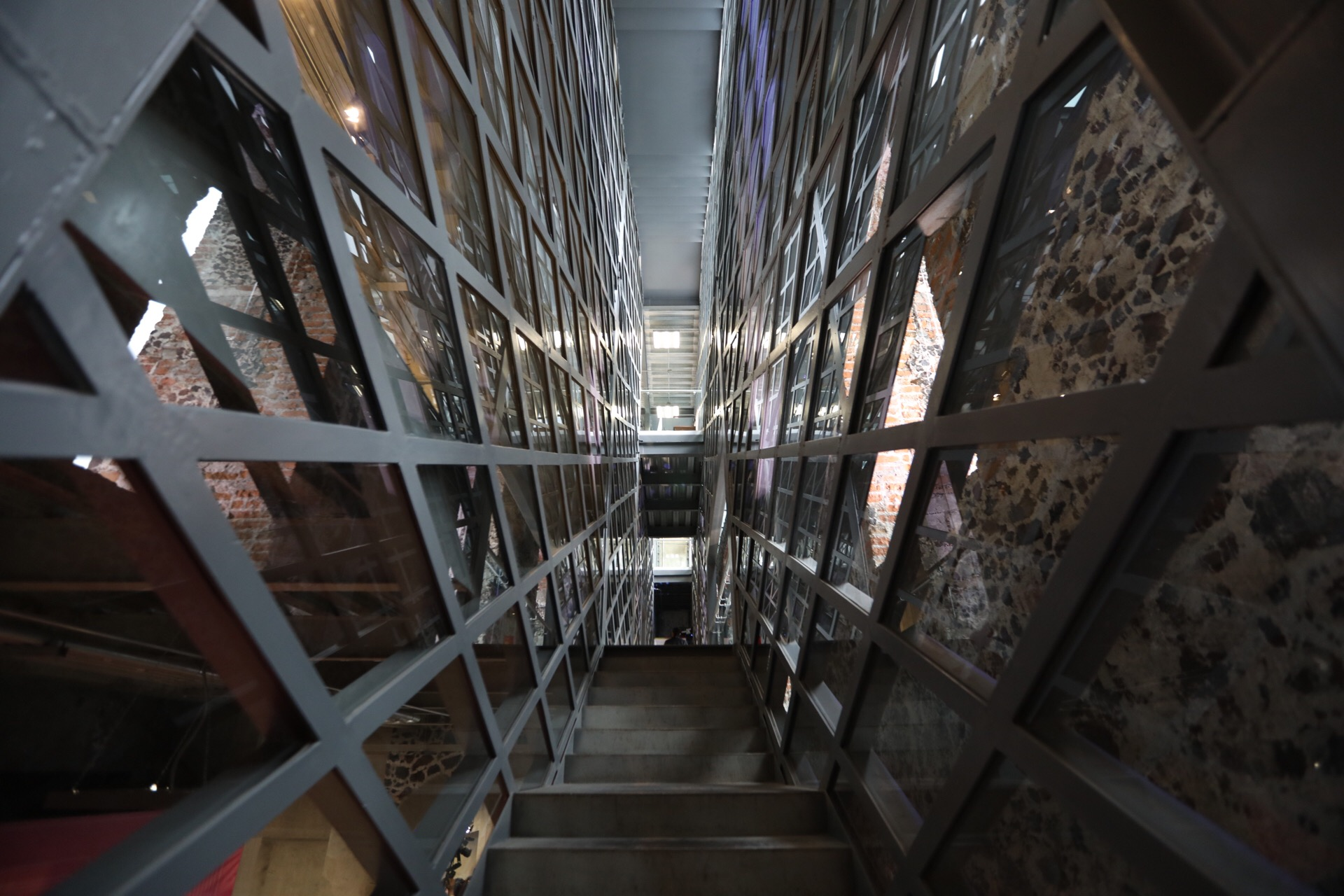
Escaleras internas El Rule.